# 黄庆华
黄庆华（1929年11月—2022年6月13日），湖南衡山人，中国人民解放军北京卫戍区正军职离休干部、原装甲兵工程学院院长。

## 生平
黄庆华1948年1月参加革命工作并加入中国共产党，1951年8月入伍。历任联络员，教研室助教、副主任，研究所副所长、所长，装甲兵工程学院副院长等职。
2022年6月13日，黄庆华因病于北京逝世，享年92岁。讣告刊登在7月22日的《解放军报》。